# Dendrobium hooveri
Dendrobium hooveri är en orkidéart som beskrevs av Paul Ormerod. Dendrobium hooveri ingår i släktet Dendrobium, och familjen orkidéer.
Artens utbredningsområde är Papua Nya Guinea. Inga underarter finns listade i Catalogue of Life.